# Večerňa
Večerňa či esperinos někdy také lychnikon je oficiální večerní modlitba v řeckokatolické a pravoslavné církvi. Je součástí denního okruhu bohoslužeb (horologion neboli časosloví). Večerňou se v liturgickém chápání začíná den a správně by měl začínat po západu Slunce.

## Typy večerní
- Malá večerňa (slouží se při významných svátcích před velkou večerňou)
- Všední večerňa (slouží se ve všední dny)
- Velká večerňa (slouží se před nedělí a polyjelejními svátky)
- Velká večerňa s litií (slouží se před významnějšími svátky, které mají předepsané tzv. bdění)

## Struktura

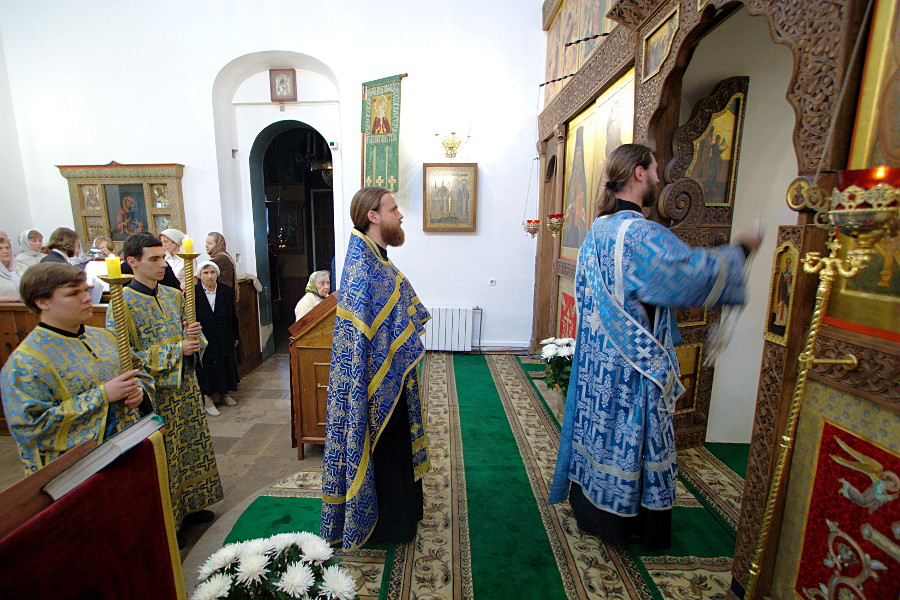
Vchod (slavnostní průvod) s kadidlem při velké večerni

Večerňa začíná obvyklým začátkem, po kterém následuje Žalm 103 (podle LXX), který je oslavou stvoření. Jelikož je večerňa začátkem liturgického dnu, byl vybrán žalm, který opěvuje začátek Božího díla spásy. Po něm následuje velká ekténie (soubor proseb) a čtení či zpěv katismy – vybraných žalmů, které se cyklicky mění. Po katismě následuje zpěv žalmů 140, 141, 129 a 116 (podle LXX) a stichiry – krátké oslavné, kající, prosebné a děkovné zpěvy o svátku či světcovi daného dnu. Jejich počet závisí na typu večerně (4 až 10). Pokud se jedná o velkou večerňu, na konci zpěvu stichir se koná vchod – slavnostní průvod s kadidlem. Zpívá se hymnus Světlo tiché (Svíte tíchij). Po něm, pokud je velká večerňa před svátkem následuje čtení ze Starého zákona. Po prosbách následuje hymnus Ráč nás, Pane… a další prosby. Pokud se koná litie, v předsíni chrámu se zpívají litijní stichiry a ekténie (prosby). Následuje další série stichir, hymnus Ted propustíš, Pane, svého služebníka… a případně požehnání chlebů, pšenice, vína a oleje nebo další ekténie a závěr večerně. Postní večerňa má specifický závěr.

## Obsah
Večerňa je postavená na Písmu, zejména na žalmech a na stichirách. Přibližuje mnoho starosmluvních předobrazů Krista Vykupitele, zpřítomňuje očekávání Izraele, stvoření světa, odloučení člověka po prvním hříchu a opětovné hledání Boha. Mnohé texty mají kající charakter. Stichiry svátečních večerní zahrnují obsah daného svátku v krátkých oslavných formulacích.